# انتسو مونته‌لئونه
انتسو مونته‌لئونه (ایتالیایی: Enzo Monteleone؛ زادهٔ ۱۳ آوریل ۱۹۵۴) کارگردان فیلم، و فیلم‌نامه‌نویس اهل ایتالیا است.
از فیلم‌ها یا مجموعه‌های تلویزیونی که وی در آن‌ها نقش داشته‌است، می‌توان به مدیترانه اشاره نمود.